# Reichstagswahlkreis Regierungsbezirk Königsberg 7

Die Wahlkreisaufteilung des Deutschen Reichs.

Der Reichstagswahlkreis Regierungsbezirk Königsberg 7 (Wahlkreis 7; Wahlkreis Mohrungen-Preußisch Holland) war ein Wahlkreis für die Reichstagswahlen im Deutschen Reich und im Norddeutschen Bund von 1867 bis 1918.

## Wahlkreiszuschnitt
Der Wahlkreis umfasste den Kreis Mohrungen und den Kreis Preußisch Holland in der Provinz Ostpreußen.
| Jahr | Einwohner |
| ---- | --------- |
| 1890 | 94.886    |
| 1895 | 96.853    |
| 1900 | 93.382    |
| 1905 | 91.007    |
| 1910 | 89.146    |

|      | Landwirtschaft | Industrie und Gewerbe | Handel und Dienstleistungen |
| ---- | -------------- | --------------------- | --------------------------- |
| 1895 | 75,4           | 16,1                  | 8,5                         |
| 1907 | 73,0           | 17,2                  | 9,8                         |

|      | Evangelisch | Katholisch |
| ---- | ----------- | ---------- |
| 1890 | 96,1        | 3,0        |
| 1905 | 95,8        | 3,5        |
| 1910 | 95,7        | 3,7        |

Der Wahlkreis war eine konservative Parteihochburg.

## Abgeordnete
| Wahl                                 | Abgeordneter             | Partei      | Bild |
| ------------------------------------ | ------------------------ | ----------- | ---- |
| Reichstagswahl Februar 1867 bis 1869 | Alexander von Below      | Konservativ | 0    |
| Ersatzwahl 1869 bis 1871             | Hans von Kanitz          | Konservativ |      |
| Reichstagswahl 1871 bis 1877         | Wilhelm von Minnigerode  | Konservativ | 0    |
| Reichstagswahl 1877 bis 1893         | Rudolph Wichmann         | Konservativ | 0    |
| Reichstagswahl 1893 bis 1905         | Adolf zu Dohna-Schlodien | Konservativ | 0    |
| Ersatzwahl 1905 bis 1912             | Hermann Otto Glüer       | Konservativ | 0    |
| Reichstagswahl 1912 bis 1918         | August von Veit          | Konservativ |      |

## Wahlen

### 1867 (Februar)
Es fand nur ein Wahlgang statt.
| Kandidat            | Partei      | Stimmen | in % | Anmerkungen |
| ------------------- | ----------- | ------- | ---- | ----------- |
| Alexander von Below | Konservativ | 7963    | 0    | 0           |
|                     | NLP         | 5458    | 0    | 0           |
| Sonstige            | 0           | 33      | 0    | 0           |

### 1867 (August)
Es fand nur ein Wahlgang statt.
| Kandidat            | Partei      | Stimmen | in % | Anmerkungen |
| ------------------- | ----------- | ------- | ---- | ----------- |
| Alexander von Below | Konservativ | 6537    | 0    | 0           |

### Ersatzwahl 1869
Alexander von Below legte am 10. Dezember 1868 das Mandat nieder und es kam zu einer Ersatzwahl am 1. März 1869.
Es fand nur ein Wahlgang statt.
| Kandidat        | Partei      | Stimmen | in % | Anmerkungen |
| --------------- | ----------- | ------- | ---- | ----------- |
| Hans von Kanitz | Konservativ | 6537    | 0    | 0           |

### 1871
Es fand nur ein Wahlgang statt.
| Kandidat                | Partei      | Stimmen | in % | Anmerkungen |
| ----------------------- | ----------- | ------- | ---- | ----------- |
| Wilhelm von Minnigerode | Konservativ | 6561    | 0    | 0           |
|                         | F           | 1366    | 0    | 0           |
| Sonstige                | 0           | 52      | 0    | 0           |

### 1874
Es fand nur ein Wahlgang statt.
| Kandidat                | Partei      | Stimmen | in % | Anmerkungen |
| ----------------------- | ----------- | ------- | ---- | ----------- |
| Wilhelm von Minnigerode | Konservativ | 6377    | 0    | 0           |
|                         | F           | 3533    | 0    | 0           |
| Sonstige                | 0           | 26      | 0    | 0           |

### 1877
Es fand nur ein Wahlgang statt.
| Kandidat         | Partei      | Stimmen | in % | Anmerkungen |
| ---------------- | ----------- | ------- | ---- | ----------- |
| Rudolph Wichmann | Konservativ | 6258    | 0    | 0           |
|                  | F           | 3168    | 0    | 0           |
| Sonstige         | 0           | 7       | 0    | 0           |

### 1878
Es fand nur ein Wahlgang statt.
| Kandidat         | Partei      | Stimmen | in % | Anmerkungen |
| ---------------- | ----------- | ------- | ---- | ----------- |
| Rudolph Wichmann | Konservativ | 7578    | 0    | 0           |
|                  | F           | 1501    | 0    | 0           |
|                  | Zentrum     | 37      | 0    | 0           |
| Sonstige         | 0           | 8       | 0    | 0           |

### 1881
Es fand nur ein Wahlgang statt.
| Kandidat         | Partei      | Stimmen | in % | Anmerkungen |
| ---------------- | ----------- | ------- | ---- | ----------- |
| Rudolph Wichmann | Konservativ | 6989    | 0    | 0           |
|                  | LibW        | 2564    | 0    | 0           |
|                  | Zentrum     | 47      | 0    | 0           |
| Sonstige         | 0           | 22      | 0    | 0           |

### 1884
Es fand nur ein Wahlgang statt. Die Zahl der Wahlberechtigten betrug 18.453 und die Zahl der abgegebenen Stimmen 8.390, von denen 16 ungültig waren. Die Wahlbeteiligung betrug 45,7 %. 
| Kandidat         | Partei      | Stimmen | in % | Anmerkungen |
| ---------------- | ----------- | ------- | ---- | ----------- |
| Rudolph Wichmann | Konservativ | 7460    | 0    | 0           |
|                  | F           | 871     | 0    | 0           |
|                  | Zentrum     | 35      | 0    | 0           |
| Sonstige         | 0           | 3       | 0    | 0           |

### 1887
Es fand nur ein Wahlgang statt. Die Zahl der Wahlberechtigten betrug 18.523 und die Zahl der abgegebenen Stimmen 11.532, von denen 30 ungültig waren. Die Wahlbeteiligung betrug 62,4 %. 
| Kandidat         | Partei      | Stimmen | in % | Anmerkungen |
| ---------------- | ----------- | ------- | ---- | ----------- |
| Rudolph Wichmann | Konservativ | 11.332  | 0    | 0           |
|                  | F           | 102     | 0    | 0           |
|                  | Zentrum     | 50      | 0    | 0           |
| Sonstige         | 0           | 48      | 0    | 0           |

### 1890
Die Kartellparteien Konservative und NLP einigten sich auf einen konservativen Kandidaten. Es fand nur ein Wahlgang statt. Die Zahl der Wahlberechtigten betrug 18.223 und die Zahl der abgegebenen Stimmen 9085, von denen 63 ungültig waren. Die Wahlbeteiligung betrug 49,9 %.
| Kandidat                 | Partei       | Stimmen | in % | Anmerkungen |
| ------------------------ | ------------ | ------- | ---- | ----------- |
| Max von Forckenbeck      | DF           | 450     | 5,0  | 0           |
| Rudolph Wichmann         | Konservative | 8401    | 93,1 | 0           |
| Adolf zu Dohna-Schlodien | Konservativ  | 35      | 0,4  | 0           |
| Cölestin Krebs           | Zentrum      | 37      | 0,4  | 0           |
| Sonstige                 | 0            | 99      | 1,1  | 0           |

### 1893
Konservative und BlD einigten sich auf einen konservativen Kandidaten. Es fand nur ein Wahlgang statt. Die Zahl der Wahlberechtigten betrug 18.489 und die Zahl der abgegebenen Stimmen 9705, von denen 22 ungültig waren. Die Wahlbeteiligung betrug 52,5 %.
| Kandidat                 | Partei      | Stimmen | in % | Anmerkungen |
| ------------------------ | ----------- | ------- | ---- | ----------- |
| Hans von Reibnitz        | FVP         | 484     | 5,0  | 0           |
| Adolf zu Dohna-Schlodien | Konservativ | 9087    | 93,8 | 0           |
| Cölestin Krebs           | Zentrum     | 53      | 0,6  | 0           |
| Sonstige                 | 0           | 59      | 0,6  | 0           |

### 1898
Es fand nur ein Wahlgang statt. Die Zahl der Wahlberechtigten betrug 18.491 und die Zahl der abgegebenen Stimmen 10.082, von denen 97 ungültig waren. Die Wahlbeteiligung betrug 54,5 %.
| Kandidat                 | Partei      | Stimmen | in % | Anmerkungen                                               |
| ------------------------ | ----------- | ------- | ---- | --------------------------------------------------------- |
| Eugen Richter            | FVP         | 50      | 0,5  | 0                                                         |
| Krieger                  | FVP         | 117     | 1,2  | Direktor des städtischen Elektrizitätswerks in Königsberg |
| Adolf zu Dohna-Schlodien | Konservativ | 8734    | 87,5 | 0                                                         |
| Cölestin Krebs           | Zentrum     | 86      | 0,9  | 0                                                         |
| Hugo Haase               | SPD         | 923     | 9,2  | 0                                                         |
| Sonstige                 | 0           | 75      | 0,7  | 0                                                         |

### 1903
Konservative und BlD einigten sich auf einen konservativen Kandidaten. Es fand nur ein Wahlgang statt. Die Zahl der Wahlberechtigten betrug 18.285 und die Zahl der abgegebenen Stimmen 10.545, von denen 87 ungültig waren. Die Wahlbeteiligung betrug 57,7 %.
| Kandidat                 | Partei      | Stimmen | in % | Anmerkungen |
| ------------------------ | ----------- | ------- | ---- | ----------- |
| Konrad Hermenau          | FVP         | 394     | 3,9  | 0           |
| Adolf zu Dohna-Schlodien | Konservativ | 9176    | 87,7 | 0           |
| Cölestin Krebs           | Zentrum     | 86      | 0,8  | 0           |
| Otto Braun               | SPD         | 706     | 6,8  | 0           |
| Sonstige                 | 0           | 86      | 0,9  | 0           |

### Ersatzwahl 1905
Nach dem Tod von Adolf zu Dohna-Schlodien fand am 2. November 1905 eine Ersatzwahl statt. Konservative und BlD einigten sich auf einen Kandidaten des BdL der zusagte, sich nach der Wahl der konservativen Fraktion anzuschließen. Es fand nur ein Wahlgang statt. Die Zahl der Wahlberechtigten betrug 17.834 und die Zahl der abgegebenen Stimmen 9941, von denen 39 ungültig waren. Die Wahlbeteiligung betrug 55,7 %.
| Kandidat           | Partei      | Stimmen | in % | Anmerkungen |
| ------------------ | ----------- | ------- | ---- | ----------- |
| Konrad Hermenau    | FVP         | 740     | 7,5  | 0           |
| Hermann Otto Glüer | Konservativ | 8682    | 87,7 | 0           |
| Cölestin Krebs     | Zentrum     | 64      | 0,6  | 0           |
| Otto Braun         | SPD         | 408     | 4,1  | 0           |
| Sonstige           | 0           | 8       | 0,1  | 0           |

### 1907
Konservative und BlD einigten sich auf einen konservativen Kandidaten. NLP und FVP unterstützten den FVP-Kandidaten. Es fand nur ein Wahlgang statt. Die Zahl der Wahlberechtigten betrug 18.189 und die Zahl der abgegebenen Stimmen 13.059, von denen 32 ungültig waren. Die Wahlbeteiligung betrug 71,8 %.
| Kandidat           | Partei      | Stimmen | in % | Anmerkungen |
| ------------------ | ----------- | ------- | ---- | ----------- |
| Konrad Hermenau    | FVP         | 808     | 6,2  | 0           |
| Hermann Otto Glüer | Konservativ | 11.736  | 90,1 | 0           |
| Cölestin Krebs     | Zentrum     | 182     | 1,4  | 0           |
| Otto Braun         | SPD         | 264     | 2,0  | 0           |
| Sonstige           | 0           | 37      | 0,3  | 0           |

### 1912
Konservative und BdL einigten sich auf einen konservativen Kandidaten, der auch vom Zentrum unterstützt wurde. NLP und FoVP ignorierten das provinzweite Wahlabkommen ihrer Parteien und stellten beide Kandidaten auf. Es fand nur ein Wahlgang statt. Die Zahl der Wahlberechtigten betrug 18.596 und die Zahl der abgegebenen Stimmen 11.963, von denen 58 ungültig waren. Die Wahlbeteiligung betrug 64,3 %.
| Kandidat        | Partei      | Stimmen | in % | Anmerkungen                                |
| --------------- | ----------- | ------- | ---- | ------------------------------------------ |
| Robert Gyßling  | FoVP        | 183     | 1,5  | 0                                          |
| August von Veit | Konservativ | 10.480  | 88,0 | 0                                          |
| Lietke          | NLP         | 688     | 5,8  | Gutsbesitzer in Pfarrsfelden bei Mohrungen |
| Fritz Kochan    | NLP         | 26      | 0,2  | 0                                          |
| Hugo Haase      | SPD         | 487     | 4,1  | 0                                          |
| Sonstige        | 0           | 41      | 0,4  | 0                                          |